# Parelia albivirgula
Parelia albivirgula là một loài bướm đêm trong họ Noctuidae.